# Karstadt (winkelketen)

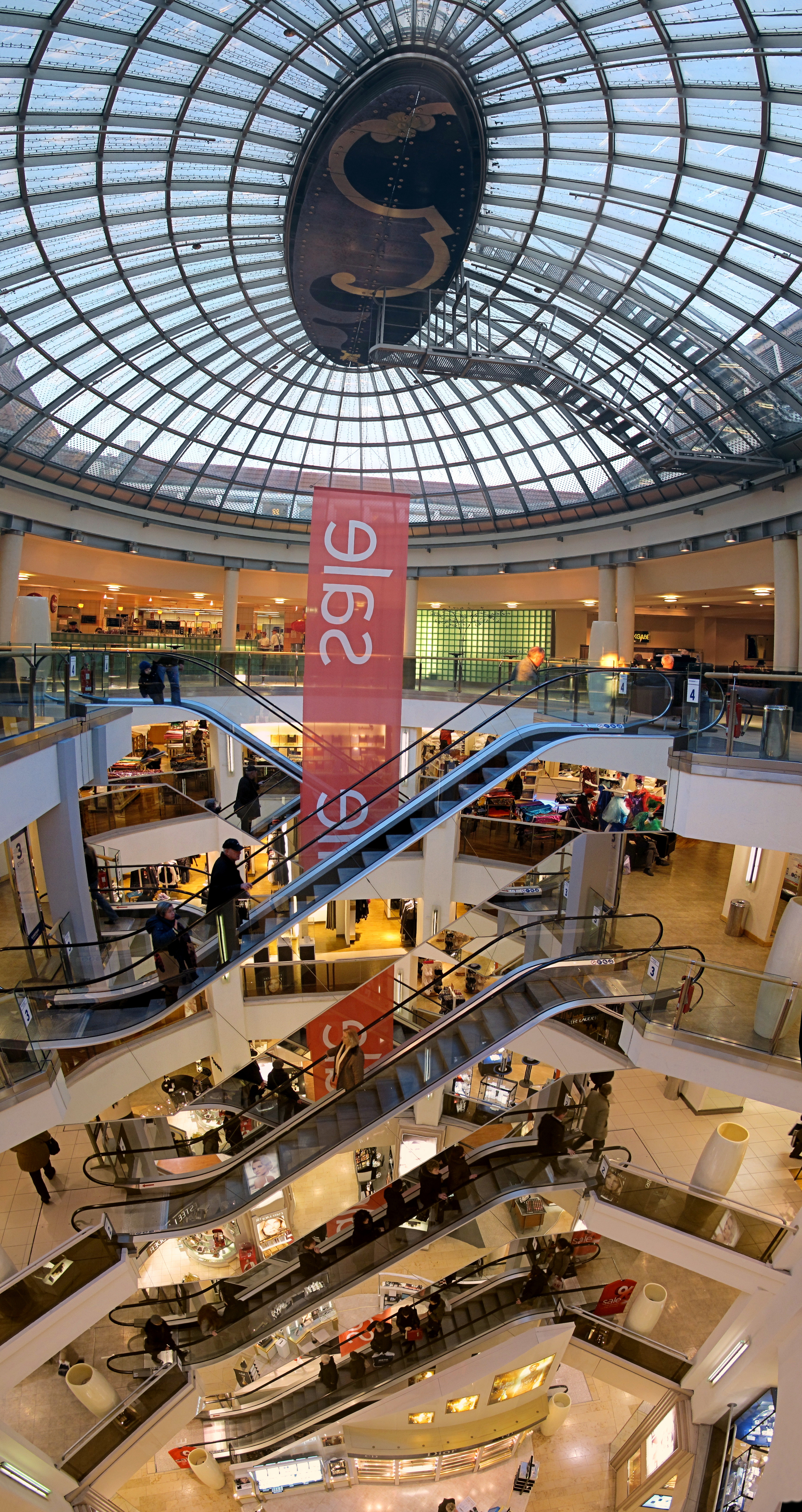
Karstadt in München

Karstadt Warenhaus GmbH  was een Duitse winkelketen van warenhuizen met het hoofdkantoor in Essen.
Als Tuch-, Manufactur- und Confectionsgeschäft Karstadt richtte Rudolph Karstadt op 14 mei 1881 in Wismar zijn eerste winkel op. Tot in het eerste decennium van de 20e eeuw groeide het bedrijf tot 24 vestigingen in Noord-Duitsland. Ook werden stoffen- , was- en kledingfabrieken aan het concern toegevoegd. In 1920 werd concurrent Kaufhaus Althoff overgenomen, waardoor het aantal vestigingen tot 44 steeg en verder tot 89 in 1931. Ook werd de EPA-Einheitspreis-Aktiengesellschaft (Kepa Kaufhaus) opgericht die 52 vestigingen kreeg, net als meerdere bedrijven die toeleverancier voor Karstadt werden. In 1932 verdween oprichter Rudolph Karstadt uit de bedrijfsleiding, nadat het bedrijf problemen kreeg door de crisis in de jaren 30, waarna een sanering volgde. Onder druk van het nationaalsocialisme werden ruim 800 joodse medewerkers ontslagen en warenhuizen werden als een joodse vinding gezien. Vanaf de jaren 50 expandeerde het concern en werd middels diverse overnames een landelijke keten. In 1955 was het concern de grootste warenhuisketen qua omzet met een omzet van 600 miljoen D-mark. Op dat moment telde het concern 32 Karstadt filialen, Oberpollinger in München, KEPA in Berlijn, 13 Althoff filialen, Selzer in Norden en KEPA in Essen.
In 1977 werd een meerderheidsaandeel in Neckermann verworven en in 1984 werd Neckermann volledig eigendom. Na de Duitse eenwording werd Hertie Waren- und Kaufhaus overgenomen en werd het bedrijf actief in het voormalige Oost-Duitsland.
In 1999 fuseerde Karstadt AG met Quelle GmbH tot KarstadtQuelle AG. Hiermee werden de warenhuizen een 100% dochter van Arcandor. In oktober 2004 werd bekend dat Karstadt in zware financiële problemen zat. Hierna werden vele vestigingen verkocht en bedrijfsonderdelen gestopt of verkocht. In 2009 nam Kaufhof 60 filialen over. Moederbedrijf Arcandor bleef echter met financiële problemen kampen en kwam in insolventie. Wederom werden delen verkocht en een overname gezocht. Op 15 augustus 2014 werd Karstadt voor 1 euro overgenomen door Signa Holding, dat direct weer een reorganisatie aankondigde.
In september 2018 kondigde Hudson's Bay Company aan zijn keten Kaufhof samen te laten gaan met Karstadt. Beide ketens zouden hun naam behouden en als hoofdkantoor zou het kantoor van Kaufhof in Keulen gebruikt worden.
Op 25 maart 2019 presenteerden Karstadt en Galeria Kaufhof het nieuwe logo van hun samengevoegde onderneming Galeria Karstadt Kaufhof. Ze lanceerden diezelfde dag ook hun nieuwe website galeria.de.
 Maar Galeria bestond slechts kort; in januari 2024 ging de keten failliet.